# نوربرت کسلاو
نوربرت کسلاو (آلمانی: Norbert Keßlau؛ زادهٔ ۱۳ ژوئیهٔ ۱۹۶۲) قایقران روئینگ اهل آلمان بود.